# Heretik (film)
Heretik je slovenski zgodovinski dramski film iz leta 1986.
Poleg filma, ki je bil s 16 mm povečan na 35 mm, sta nastala nadaljevanka v štirih delih (predvajana ob nedeljah na prvem programu TV Ljubljana med 16. novembrom in 7. decembrom 1986) in 90 minutni film Primos Truber na 16 mm filmu za ORF, za razliko od katerega ima Heretik drugačen začetek in bolj poudarjen odnos med Trubarjem in njegovo ženo.

### Zgodba
Film se dogaja med letoma 1562 in 1565. Primož Trubar se zmagovito vrne v Ljubljano. Njegov nasprotnik je škof Seebach. Ker poseže na področja posvetne oblasti, mora zopet v tujino, od koder se ne vrne.

## Produkcija in financiranje
Nadaljevanka je nastala ob 400. obletnici Trubarjeve smrti. Jančar se je s scenarijem začel ukvarjati leta 1983.
S snemanjem so začeli 27. januarja 1985, končali pa 15. maja 1986. Potrebovali so 54 snemalnih dni in 16954 metrov filmskega traku. Na snemanju je sodelovalo 2600 statistov, ki so jih posredovale občinske zveze kulturnih organizacij. Igralci so nastopili v 72 vlogah.
Lokacije snemanja, ki jih je bilo 40, so bile pred celjskim vodnim stolpom, v studio 1 (RTV Ljubljana), Kranju, Radovljici, Tübingenu, Kopru, na gradu Bogenšperk, v Slovenj Gradcu, Celju in Praprečah pri Lukovici.
Režiser Stojan je dejal, da so film in nadaljevanko snemali vzporedno in zanikal, da je film le montaža prizorov iz nadaljevanke. Za snemanje filma naj bi se odločili med snemanjem nadaljevanke zaradi prevelike količine materiala. Snemalca Likona je motilo, da film ni bil posnet na 35 mm, ampak povečan, kar je po njegovem bolj primerno za dokumentarce.
Projekt je stal 95 milijonov dinarjev. Podprli so ga Kulturna skupnost Slovenije (30 milijonov dinarjev), TV Ljubljana (35 milijonov dinarjev), avstrijska televizija in delovne organizacije. Zaradi finančne krize RTV Ljubljana je osemnajst delovnih organizacij prispevalo izdelke in material za milijon dinarjev. Televizija se jim je odolžila s propagandnimi objavami.

## Kritike
Stanka Godnič (Delo) je pohvalila igralce in ekipo, poglobljeno studioznost, profesionalnost, dober scenarij, utečeno režijo, tekoče dialoge, skrbno načrtovan stil in ustvarjalno zavzetost. Uporabo knjižne slovenščine je videla kot edino možno ob dejstvu, da ne vemo, kako so v Trubarjevem času govorili. Narečna govorica bi bila zanjo tipičen spodrsljaj. Edini problem je videla v tem, da je film kljub preglednosti zgoščen in mu tako morda manj podučen gledalec težko sledi.
Igor Koršič z AGRFT je ob izidu povedal, da se mu zdi film podpovprečen in da naj bi se eden od članov žirije na puljskem festivalu norčeval, da je to seja centralnega komiteja v 16. stoletju.

## Odziv pri gledalcih
V Ljubljani si je Heretika ogledalo 670 gledalcev.

## Zasedba
- Polde Bibič: Primož Trubar
- Bernarda Oman: Barbara Sitar, žena Primoža Trubarja
- Stevo Žigon: škof Peter Seebach
- Ivo Ban: vojak
- Boris Juh
- Josef Bilous: nadvojvoda Karel
- Dare Ulaga: Lenart Budina
- Janez Albreht: grof Turjaški
- Lidija Jenko: Anastazija
- Borut Alujevič: Birič
- Ivo Barišič: Valpet Jurij
- Marjan Benedičič: komornik
- Demeter Bitenc: Filip Strauss
- Peter Boštjančič: Sebastijan Krelj
- Sergej Ferrari: kranjski deželni knez
- Ranko Gučevac: Usraim beg
- Jože Hrovat: učenjak Janez
- Drago Kastelic: menih
- Tone Kuntner: Jurij Dragolič
- Stane Potisk: Matija Klombner
- Janez Starina: Adam Bohorič
- Janez Vrhovec: Ahac Thurn
- Jože Vunšek: Juričič Jurij

## Ekipa
- fotografija: Rado Likon
- glasba: Jani Golob
- montaža: Andrija Zafranović
- kostumografija: Marija Kobi
- scenografija: Seta Mušič
- maska: Kristina Janež in Zoran Lemajič